# Dan Goor
Daniel "Dan" J. Goor, född 28 april 1975 i Washington, D.C., är en amerikansk filmregissör, producent och manusförfattare. Han har bland annat skrivit manus till flera pratshower däribland The Daily Show och Late Night with Conan O'Brien.
Goor ha arbetat som manusförfattare, producent och regissör för den amerikanska komediserien Parks and Recreation. Han har även varit med och skapat den amerikanska komediserien Brooklyn Nine-Nine tillsammans med Michael Schur.

## Manusförfattare
The Daily Show
- 536 avsnitt (1998-2001)

Late Night with Conan O'Brien
- 825 avsnitt (2003-2008)

Brooklyn Nine-Nine
- Säsong 1, avsnitt 1 - Pilot
- Säsong 1, avsnitt 3 - Christmas
- Säsong 1, avsnitt 5 - Operation: Broken Feather
- Säsong 2, avsnitt 1 - Captain Peralta
- Säsong 4, avsnitt 1 - Coral Palms: Pt. 1
- Säsong 5, avsnitt 4 - HalloVeen

Parks and Recreation
- Säsong 1, avsnitt 3 - The Reporter
- Säsong 2, avsnitt 10 - Hunting Trip
- Säsong 2, avsnitt 14 - Leslie's House
- Säsong 2, avsnitt 24 - Freddy Spaghetti
- Säsong 3, avsnitt 7 - Harvest Festival
- Säsong 3, avsnitt 16 - Li'l Sebastian
- Säsong 4, avsnitt 1 - I'm Leslie Knope
- Säsong 4, avsnitt 9 - The Trial of Leslie Knope
- Säsong 5, avsnitt 3 - How a Bill Becomes a Law